# Freefall
Freefall war ein britisches Trance-Projekt bestehend aus Alan Bremner und Anthony Pappa. Es ist bekannt für ihren Hit „Skydive“ mit der Sängerin Jan Johnston.

## Geschichte
Anthony Pappa kommt ursprünglich aus Melbourne in Australien und gewann dort im Alter von 15 Jahren die DMC mixing championship. Schließlich zog er nach London, um eine DJ-Karriere zu verfolgen. Dort traf er auch auf Alan Bremner, der bereits 1990 mit dem House-Projekt Brothers in Rhythm erste Charterfolge hatte.
Das Duo veröffentlichte 1998 zusammen mit der Sängerin Jan Johnston die Single „Skydive“, welche auf Platz 75 der britischen Singlecharts kam. Der Song wurde seither mehrere Male neuveröffentlicht und kam 2000 und 2001 nochmal in die Charts. 2000 erschien ein Remix von Way Out West.

## Diskografie

### Singles
- 1998: Skydive (Stress Records)

### Remixe
- 1992: Psychotropic – Hardtime
- 1996: Visions – Coming Home
- 1996: Rising High Collective – Fever Called Love
- 1997: Innerself – Gautama
- 1997: Future Force – Puttin’ a Rush on Me
- 1997: Sunday Club – Healing Dream
- 1997: The Beloved – The Sun Rising
- 1998: Miro – Paradise
- 2000: Angel – Goldrush
- 2002: Simon Foy – Insideout
- 2009: Laurent Wery – On the Dancefloor